# Touch (Little Mix)
Touch is een nummer van de Britse meidengroep Little Mix uit 2016. Het is de tweede single van hun vierde studioalbum Glory Days.
"Touch" gaat over vallen op een jongen. Het nummer werd een grote hit in het Verenigd Koninkrijk, waar het de 4e positie behaalde. In Nederland had het nummer minder succes met een 10e positie in de Tipparade, terwijl het in Vlaanderen de 9e positie in de Ultratip 100 behaalde.